# رودرگلن
latitudeرودرگلنlongitudeرودرگلن
رودرگلن (به انگلیسی: Rutherglen) یک منطقهٔ مسکونی در اسکاتلند است که در لانارکشر جنوبی واقع شده‌است.

## خصوصیات
رودرگلن ۲۵٬۰۰۰ نفر جمعیت دارد.